# مخاطره‌آمیز (ترانه تیلور سوئیفت)
«مخاطره‌آمیز» (انگلیسی: Treacherous) ترانه‌ای از خواننده-ترانه‌سرای آمریکایی تیلور سوئیفت است که در چهارمین آلبوم استودیویی او، سرخ (۲۰۱۲) قرار دارد. سوئیفت این ترانه را با تهیه‌کنندهٔ آن دن ویلسون نوشت. این ترانه ترکیبی از سبک‌های کانتری و پاپ است. اشعار آن در مورد تلاش راوی برای محافظت از رابطه‌ای شکننده و خطرناک است. نسخه آزمایشی این ترانه در فهرست قطعه‌های نسخه لوکس آلبوم سرخ گنجانده شد.
«مخاطره‌آمیز» به رتبه دوم بابلینگ آندر هات ۱۰۰ ایالات متحده رسید و رتبهٔ ۶۵ در ۱۰۰ تک‌آهنگ داغ کانادا را به دست آورد. این قطعه در سه تور کنسرتی سوئیفت از جمله تور سرخ (۲۰۱۳–۲۰۱۴) اجرا شده است. منتقدانی که این ترانه را به‌عنوان قطعهٔ برجسته آلبوم انتخاب کردند، ترانه‌سرایی سوئیفت و ساختار آن را تحسین کردند. در نقدهای گذشته‌نگر، آن‌ها این ترانه را به‌عنوان یکی از ترانه‌های بهتر سوئیفت در نظر گرفته‌اند.
یک نسخهٔ مجدداً ضبط مجدد، با عنوان «مخاطره‌آمیز (نسخه تیلور)»، به‌عنوان بخشی از دومین آلبوم دوباره ضبط شدهٔ سوئیفت، سرخ (نسخه تیلور) (۲۰۲۱) منتشر شد. این نسخه در ۲۰۰ آهنگ جهانی بیلبورد در رتبه ۴۲ قرار گرفت و وارد جدول‌های فروش استرالیا، کانادا، سنگاپور و ایالات متحده شد.